# Wścieklica marszczysta
Wścieklica marszczysta (Myrmica rugulosa) – gatunek mrówki z podrodziny Myrmicinae.

## Występowanie
Gatunek eurosyberyjski.

## Morfologia
Robotnice osiągają 3–4,3 mm długości.

## Biologia
Gniazduje głównie w ziemi na łąkach, na dobrze nasłonecznionych terenach, oraz można ją spotkać w miastach. Wejścia do gniazd najczęściej mają usypane kręgi z piasku lub ziemi. Liczebność kolonii dochodzi do kilku tysięcy osobników. Gniazda poliginiczne. Rójka odbywa się od sierpnia do października.

## Podgatunki
U Wścieklicy marszczystej wyodrębniono 2 podgatunki
- Myrmica rugulosa rugulosa Nylander, 1849
- Myrmica rugulosa sulcinodorugulosa Nasonov, 1889

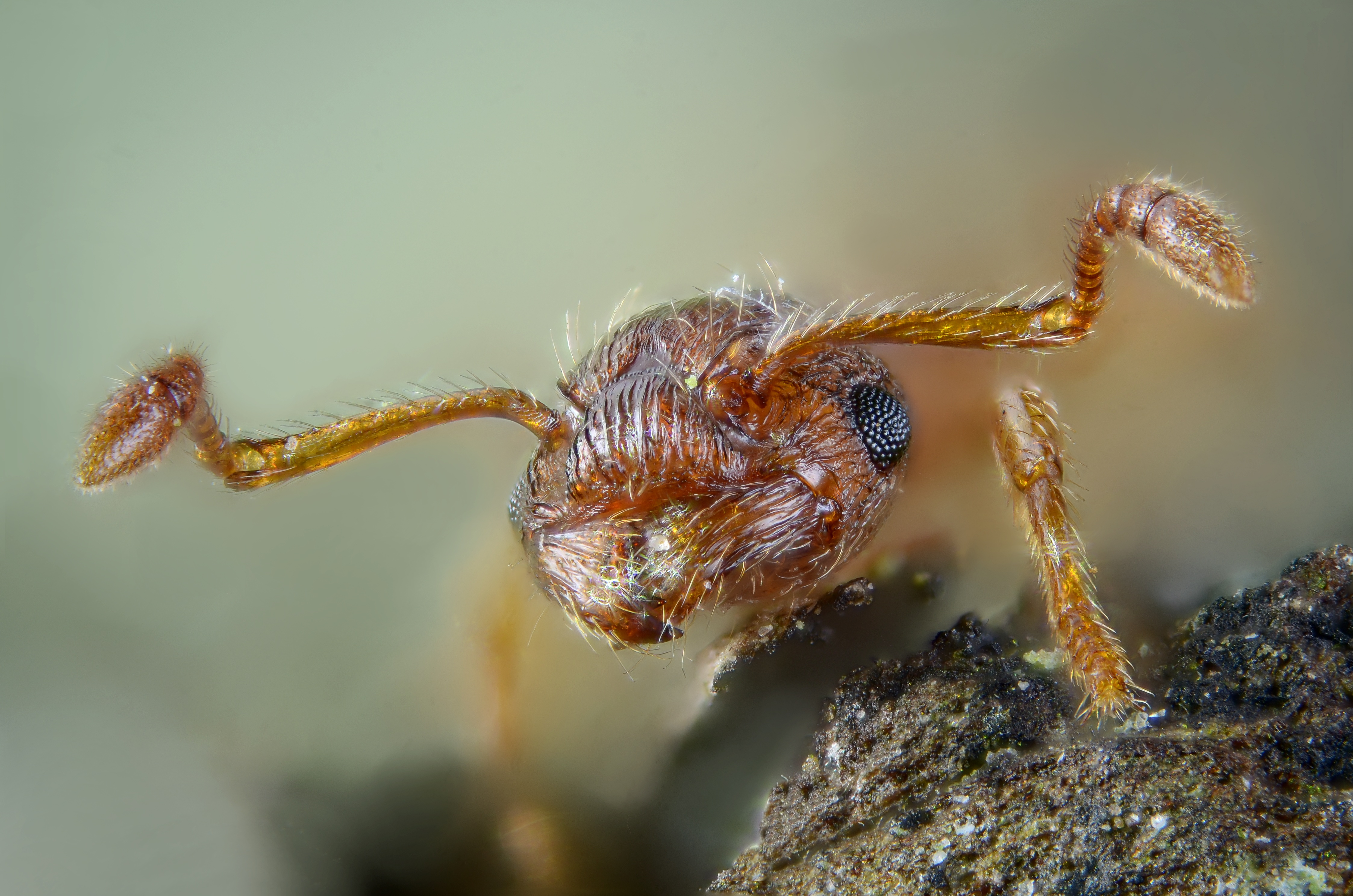
Głowa Robotnicy